# Солдатов, Владимир Иванович
Владимир Иванович Солдатов (1 октября 1936, СССР — 30 сентября 2023) — советский гребец и тренер; Заслуженный тренер России, отличник физической культуры и спорта. Судья всероссийской категории. Почетный гражданин города Белая Калитва.

## Биография
Родился 1 октября 1936 года.
Работал в Перми, откуда был приглашен Виктором Михайловичем и его женой Надеждой Васильевной Осиповыми для тренерской деятельности на гребной базе ДЮСШ № 2 города Белая Калитва Ростовской области.
Здесь проживал и работал до конца жизни За свою долгую работу в качестве тренера подготовил многих спортсменов:
- Чемпионы России — Гришанов Владимир, Панкратов Сергей, Тамошев Олег, Старченко Марина (1992 год); Скакунов Олег, Подгаиченко Роман, Кундрюков Вячеслав (1993 год); Михайлов Владимир, Бусыгин Алексей (1996 год); Сызко Андрей (2001 год); Сущенко Александр (2010 год); Кругляков Роман (1992—2011 годы); Ковалёв Александр (1993—2010 годы); Соловьёва Наталья (1999—2003 годы); Пирковец Эрик (2004—2008 годы).
- Победители и призёры чемпионатов Мира — Терехов Евгений (1995 год); Ковалёв Александр (1998—1999, 2001, 2003, 2005 годы); Кругляков Роман (2001—2005 годы).

Дочь, Солдатова Елена Владимировна — неоднократный победитель первенства России по гребле на байдарках и каноэ, спортивный судья всероссийской категории.
В 2016 году в Белой Калитве отмечался 80-летний юбилей В. И. Солдатова.
Умер 30 сентября 2023 года.